# Speicherwerk
Das Speicherwerk ist eines der vier Hauptbestandteile eines Von-Neumann-Rechners. Das Steuerwerk holt Befehle und Daten aus dem Arbeitsspeicher. Die Befehle werden im Steuerwerk interpretiert und die Daten im Rechenwerk verarbeitet. Im Gegensatz zur Harvard-Architektur befinden sich in der Von-Neumann-Architektur Daten und Befehle im gleichen Speicher.
In modernen Mikrocomputern besteht das Speicherwerk aus dem eigentlichen Speicher (RAM) und der Speicherlogik (z. B. in der Northbridge oder im Prozessor selbst). Der EPROM-Speicher (die Computer-Firmware, z. B. das BIOS) wird nur noch beim Starten eines PCs benutzt und hat sonst keine Bedeutung mehr. Datenspeicher wie Festplatten gehören nicht zum Speicherwerk, sondern zum Eingabe-/Ausgabewerk, denn die Daten werden von der Festplatte zunächst in den Arbeitsspeicher geladen, bevor sie verarbeitet werden können.